# Martinus Thomsen
Martinus Thomsen (ur. 1890 w Sindal, zm. 1981 we Frederiksberg) – duński pisarz, filozof i mistyk.

## Martinus
Martinus urodził się w Sindal, na północy Półwyspu Jutlandzkiego w Danii. Wychował się w rodzinie zastępczej na niewielkim gospodarstwie rolnym. Ponieważ przybrani rodzice byli biedni, otrzymał tylko podstawowe wykształcenie. Jego marzeniem było, aby zostać nauczycielem, jednak nigdy się ono nie spełniło. Zamiast tego pracował jako pomocnik na farmie, stróż nocny, steward, listonosz oraz pracownik mleczarni w Kopenhadze.
W wieku 31 lat Martinus doznał duchowego odrodzenia, i jak sam przyznawał, odtąd jego samoświadomość uległa całkowitej zmianie.
Do końca swojego życia Martinus tworzył Trzeci Testament. Nie jest to jedna księga ale cały zbiór (około 40) książek. Za najważniejszą spośród nich uważa się Księgę życia składająca się z 7 tomów (około 3000 stron); została ona częściowo przetłumaczona na angielski, francuski, szwedzki, niemiecki, czeski, serbski i inne. Tak jak sam tytuł Trzeci Testament sugeruje, Martinus wierzył, że napisane przez niego książki są kontynuacją Biblii. Adresatami Trzeciego Testamentu mają być ludzie o naukowym spojrzeniu na świat, ale przyjmujący Jezusowe przesłanie miłości. Według Martinusa Trzeci Testament ma przynieść mieszkańcom Ziemi (tak jak obiecał Jezus) wyjaśnienie przykazania miłości: “Będziesz miłował Pana, Boga swego, całym swoim sercem, całą swoją duszą, całym swoim umysłem i całą swoją mocą a bliźniego swego jak siebie samego”. Za swoją misję Martinus uznał przybliżenie ludziom Boga i wyjaśnienie misji Jezusa.

## Wtajemniczenie kosmiczne
Według słów Martinusa (opis swoich duchowych przeżyć zawarł w książce "Chrześcijaństwo Zintelektualizowane"), w wieku 31 lat, w marcowy wieczór 1921 r., podczas wieczornej medytacji, doznał niezwykłego objawienia. Poczuł, że dana jest mu misja, przekazana przez samego Chrystusa. Następnego dnia Martinus czekał na ponowny znak. Zobaczył cień przepływający po niebie. Cień pojawił się wielokrotnie, za każdym razem stawał się coraz bardziej świetlisty aż do momentu kiedy stał się oślepiającym oceanem światła, w kolorach czystego złota, jaśniejącego jak żadne istnieją dotąd światło. Przybrał formę tysiąca wibrujących, złotych smug, które wypełniły całą przestrzeń. W pewnym momencie Martinus doznał uczucia że, jest poza swoim materialnym ciałem. Podobnie zresztą jak wszystko co go otaczało, pokój, meble, cały otaczający świat. Świat materii zniknął albo też znalazł się poza zasięgiem zmysłów. Było to doświadczenie znalezienia się poza czasem i przestrzenią, sam na sam z wiecznością i nieskończonością.
Był cząstką nieśmiertelności, tej nieśmiertelności, która jest wspólna dla wszystkich istot żyjących we Wszechświecie. Sam na sam z tym a co się modlono i czego od zawsze szukali, świadomie bądź nieświadomie, ludzie wszystkich kultur, religii i ras - odwiecznego, wszechmocnego, wszystko wiedzącego, kochającego Boga.

## Kosmologia Martinusa
Myślą przewodnią Kosmologii Martinusa jest Poznaj samego siebie, a zrozumiesz cały Wszechświat. Według Martinusa Wszechświat żyje i myśli, a śmierć nie istnieje. Materia, która nas otacza to tylko narzędzia ewolucji. Wszystko ciągle zmienia się i ulepsza. Proces niszczenia i budowania nowych struktur nie dotyka jednak źródła życia, które jest wieczne. Ludzie są istotami stworzonymi z materialnego ciała i duszy. Próbują zaprzeczyć temu, że wywodzą się ze świata zwierząt. Tymczasem fakt ten może nam tylko pomóc. Jesteśmy zdolni do współodczuwania ze wszystkim żyjącymi istotami. Jesteśmy częścią wielkiego procesu ewolucji, która ma zaprowadzić świat do powstania globalnego królestwa pokoju. To jest właśnie kosmiczny cel dla mieszkańców Ziemi.

## Instytut Martinusa

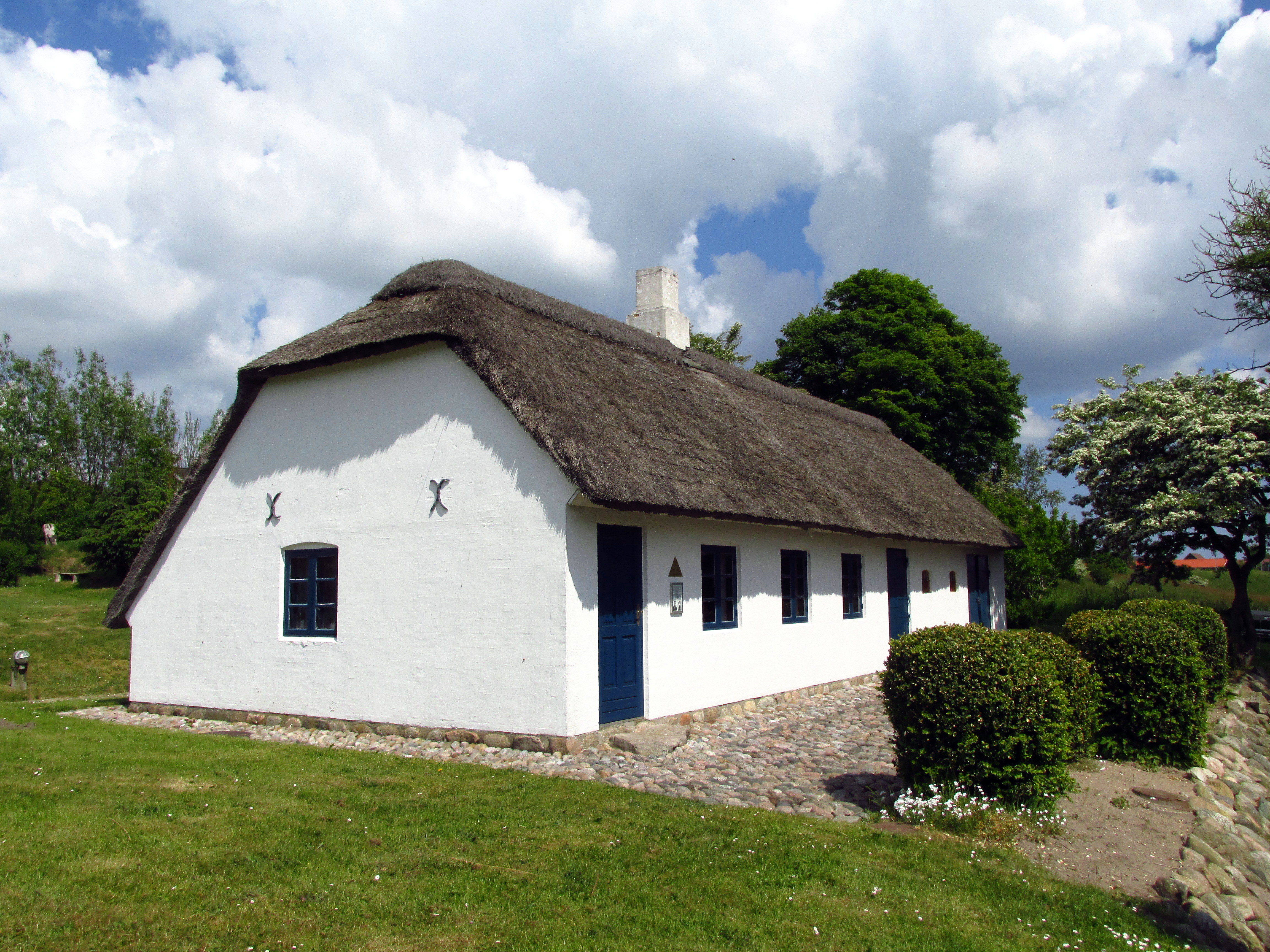
Dom rodzinny Martinusa w Sindal w Danii, dziś jego muzeum

Instytut Martinusa działa od 1932, w dzielnicy Kopenhagi: Frederiksberg. Został założony, aby umożliwić dostęp do wszelkich materiałów opublikowanych przez Martinusa. Instytut posiada bibliotekę i księgarnię. Od 1933 r. wydaje magazyn Kosmos, który ukazuje się co miesiąc w języku duńskim i szwedzkim, co dwa miesiące w języku angielskim, niemieckim i holenderskim, oraz co trzy miesiące w esperanto. Jest to organizacja typu non-profit, dostępna dla każdego zainteresowanego. Nie zrzesza członków, ani nie zajmuje się rekrutacją. Do zadań Instytutu należy dbałość o wysoki poziom nauczania w Centrum Martinusa.

## Centrum Martinusa
Centrum Martinusa jest to ośrodek szkoleniowy, gdzie w okresie letnim organizowane są kursy dotyczące Kosmologii Martinusa. Działa od 1934 r. w miejscowości Klint na wyspie Zelandia. Kursy organizowane są w języku duńskim i tzw. skandynawskim, esperanto, angielskim oraz niemieckim.